# Скотт Макклеллан
Скотт Макклеллан (англ. Scott McClellan; нар. 14 лютого 1968, Остін, Техас) — колишній прессекретар Білого дому (2003–2006) під час президентства Джорджа В. Буша і автор скандального No. 1 бестселера Нью-Йорк Таймс про адміністрацією Буша під назвою What Happened. Зараз він є віцепрезидентом з комунікацій Університету Сієтла.
Він здобув ступінь бакалавра в Університеті Техасу. Обіймав посаду начальника штабу сенатора від штату Техас, допомагав проводити виборчі кампаній по всьому штату. Макклеллан на початку 1999 року почав працювати прессекретарем тодішнього губернатора Буша. До переходу на роботу в Білий дім, він працював прессекретарем кампанії Буша-Чейні у 2000.